# Amigos sem Compromisso
Amigos sem Compromisso é um filme brasileiro roteirizado por Mariana Zatz e dirigido por Rafael Gomes, e estrelado por Maria Bopp e Ícaro Silva. O filme é produzido pela Biônica Filmes sendo um remake do blockbuster americano, Friends with Benefits. O filme teve sua estreia em 2 de agosto no streaming Max.

## Sinopse
Julia é uma head-hunter de São Paulo que recruta Daniel, um diretor de arte de Salvador, para um trabalho na cidade. À medida que eles se conhecem, desenvolvem uma amizade que se transforma em um relacionamento de sexo sem compromisso, com o entendimento claro de que nenhum dos dois se envolverá emocionalmente. No entanto, será que conseguirão manter esse acordo?

## Elenco
- Maria Bopp como Júlia
- Ícaro Silva como Daniel
- Daniel Furlan como DJ Ânion
- Tuca Andrada como Tomás
- Gisele Fróes como Lorena
- Felipe Frazão como Pedro